# Potchinok (oblast de Léningrad)
Potchinok (Починок), jusqu'en 1948 en finnois : Alapuusti, est un village du nord de la Russie dans l'oblast de Léningrad situé dans la commune rurale de Larionovo du raïon de Priozersk. Il se trouve à 6 kilomètres du lac Ladoga.

## Étymologie
« Ala » signifie inférieur en finnois. Le toponyme « Puusti » viendrait du russe « пустошь » « poustoch » (friche).
Le 16 janvier 1948, l'assemblée des travailleurs du sovkhoze Ostamo prend la décision de renommer le village Алапуусти en Molotchnoïe (Laitier), mais au bout de quelques mois il est renommé en Potchinok, ce qui est confirmé par un décret du présidium de la RSFSR du 13 janvier 1949. 

## Histoire
Le village est mentionné en 1745 sur une carte en russe d'Ingrie et de Carélie, comme le village d'Аlapustone.

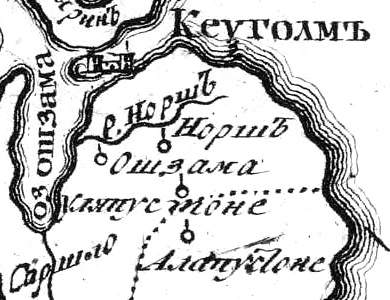
Village d'Аlapustone sur une carte russe de 1745

En 1920, Alapuusti comptait, sous administration de la Finlande, 565 habitants et était sous l'administration du village d'Ostamo.

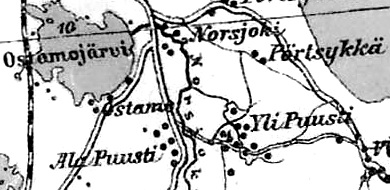
Le village d'Alapuusti sur une carte finnoise de 1923

Jusqu'en 1939, le village d'Alapuusti faisait partie du district finlandais de Vyborg. Il comptait alors 482 habitants dont 223 hommes et 259 femmes.
Jusqu'à la guerre d'Hiver, les habitants étaient essentiellement des paysans s'occupant d'agriculture. Il y avait une école, un magasin de la coopérative Kakisalmen Osuuskaupan, аinsi qu'une maison de la jeunesse et du sport,.
En janvier 1940, le territoire est annexé par l'URSS, et le village fait partie dès lors de la république socialiste soviétique carélo-finnoise. Du 1er août 1941 au 31 juillet 1944, la région est reprise par la Finlande. Lorsque la Carélie est annexée de nouveau par l'URSS, la population finnoise de Carélie est évacuée vers la Finlande et d'autres populations de Russie européenne, de Biélorussie et d'Ukraine s'y installent.
Le village est intégré le 1er novembre 1944 au soviet rural de Norssioki dans le raïon de Keksholm et l'oblast de Léningrad.
Il prend le nom de Potchinok fin 1948, intégré dans le soviet rural de Larionovo appartenant au raïon de Priozersk (nouveau nom de Keksholm). Entre 1963 et 1965, il faisait partie du raïon de Priozersk. En 1965, il y avait 358 habitants.
Ensuite, le village fait partie du soviet rural de Larionovo et en devient le centre administratif en 1973,,.
En 1997, les habitants étaient au nombre de 1 218 et en 2002 de 1 084 habitants (dont 91% de Russes),.
En 2007, ils étaient 1 196 habitants et en 2010, 1 050 habitants à l'année,. Cependant les résidences secondaires d'habitants de l'agglomération de Saint-Pétersbourg sont de plus en plus nombreuses, pour profiter de la toute proximité du lac Ladoga.

## Géographie
Potchinok se trouve dans la partie nord-est du raïon et il est desservi par la route A121 Sortavala-Saint-Pétersbourg et la route R21 de Kola.
La gare de chemin de fer la plus proche est Priozersk à 10 km. Le village est arrosé par la rivière Lougovaïa qui se jette dans le lac de Soudakovo.

## Rues

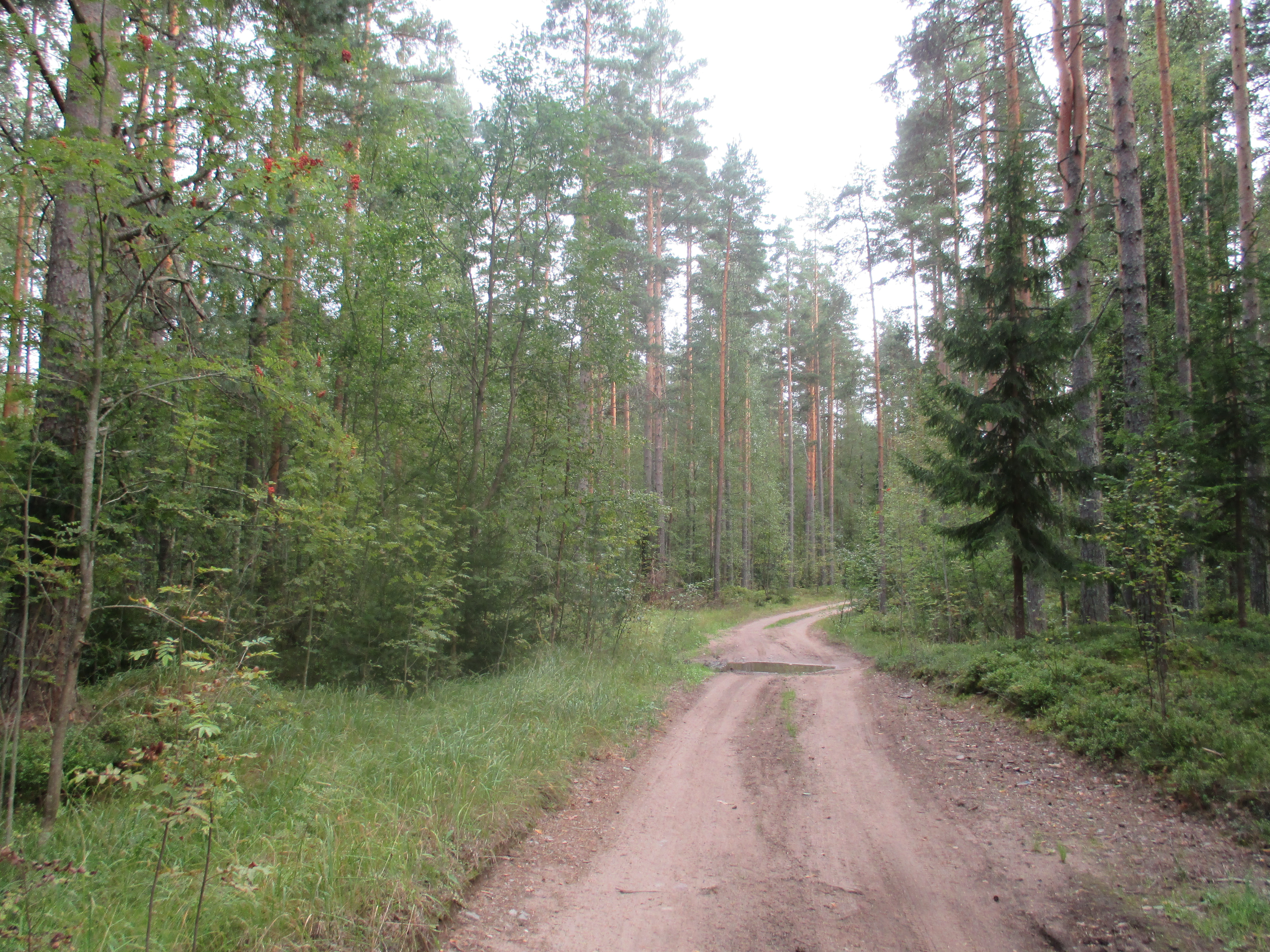
Chemin de forêt près du hameau de Brousnitchka.

Beregovaïa - de la Rive (Береговая), Brousnitchka (Брусничка, ancien hameau de Yläpuusti), Zaretchnaïa - de la Rivière (Заречная), chaussée de Léningrad (Леншоссе), Lesnaïa - de la Forêt (Лесная), Ogorodny pereoulok - passage du Jardin potager (Огородный переулок).